# Sala Hiroshima
La Sala Hiroshima fue un proyecto independiente dedicado a la difusión y promoción de las nuevas tendencias en artes escénicas, la danza contemporánea y la música en vivo; ubicado en el barrio de Pueblo Seco, en Barcelona. Desde sus inicios en 2015, hasta 2021 fue un referente en la ciudad para la escena emergente nacional e internacional más arriesgada.  
En 2015 ganó el premio al Proyecto Más Innovador de Time Out Barcelona, y fue nominado al XVIII Premio de la Crítica de las Artes Escénicas en Barcelona. En 2016 ganó el IX Premio Tendències como Industria Cultural emergente.

## Espacio escénico
La sala Hiroshima estaba ubicado en el barrio de Pueblo Seco, en la calle Vila i vilà número 65, a pocos metros de la Avenida del Paralelo. La sala ocupaba los bajos de un edificio de 1910, donde había antiguamente una fábrica de ascensores, conservando el carácter industrial de la arquitectura original gracias a un cuidadoso trabajo de reforma.
El espacio escénico era una caja negra insonorizada con un escenario de 10 x 10, y un aforo para 127 personas, y estaba totalmente equipada con material técnico de primera calidad.
En el exterior, el artista visual urbano Txemy realizó una colaboración con la sala realizando dos murales que hablan de los movimientos de la danza contemporánea que ocurrían dentro.

## Programación artística
La programación de Hiroshima estaba centrada mayormente en danza y teatro contemporáneo aunque también presentaba música en vivo y proyectos multidisciplinares.
Algunos de los artistas que pasaron por la sala Hiroshima fueron: Oona Doherty / Núria Guiu / Marlene Monteiro Freitas / Daniel Hellmann / João dos Santos / Arno Schuitemaker / Daina Ashbee / Amaranta Velarde / Sylvain Huc / Yasmine Hugonnet / Marco D’Agostin / Dana Michel Harrell / Roger Bernat / Los Corderos / Ernesto Collado / Chris Garneau / Sara Fontán / Mark Aanderud / Albert Quesada / Marcela Levi / Andreane Leclerc / Celeste González / Gisle Martens Meyer / Sonia Gómez / Carl Craig / Humanhood / Mal Pelo / Seward / Eurípides Laskaridis / Marta Carrasco / Fabián Barba / Olga de Soto / Pietro Marullo / Luke George / Xavi Bobés / Eulàlia Bergadà / Errequerre / Juan Carlos Lérida /

### Colaboraciones destacadas
- Colaboración con el Ciclo Transacciones por el que por primera vez se presentó en Barcelona a Trajal Harrell
- Colaboración con LIVESOUNDTRACKS con Poetry in The Darkness
- Colaboración con el Festival Sonar, con el se ofreció una residencia y se presentó a Carl Craig
- Colaboración con los principales festivales de la ciudad de Barcelona: Festival Grec, Dansa. Quinzena Metropolitana, Festival Salmôn<, Festival HOP!, etc
- Proyectos de intercambio con artistas locales con importantes partners europeos como Aerowaves, Les Brigittines, DansBrabant

## Producciones y coproducciones
- Gameboy de Cie Divergences (2016)
- Carta Blanca de Luis Garay (2016)
- Mi-Ru de ParK Keito (2018)
- La nuit nos autres de Aina Alegre (2019)
- The National Body de Pau Masaló (2020)
- Calle Sombra de David Espinosa (2020)
- Dolorosa de los llanos de La Cerda (2020)
- The Very Last Northern White Rhino de Gaston Core (2021)

## Residencias de creación
No entiendo nada pero la gente es amable de Atresbandes / Chorus de Gaston Core / Harm-ony de Improvável Produções / Why should it be more desirable for green fire balls to exist than not? de Georgia Vardarou / Likes de Núria Guiu / Spiritual Boyfriends de Núria Guiu / Nowhere in particular de Sònia Gómez, David Climent y Pere Jou / La Oscilante de Pol Jiménez / Am I Bruce Lee de Junyi Sun / La nuit, nos autres de Aina Alegre / Amaro de Raquel Gualtero / Illud Mysticum #SR de Albert Arribas / Wreck de Pietro Marullo / Le jour de la bête de Aina Alegre / Samba de Reinaldo Ribeiro / Medée Kali de Morena Bernardi / Avalanche de Marco D'Agostin / Sujets de Cie Divergences / Habitacions 13 y 5.89 A de HOTEL – collectiu escénic / Wreck. List of extinct species de Pietro Marullo / Bijou de Celeste Gonzalez / Boca de fierro de Improvavel Produções / Somewhat Paler de Bárbara Sánchez / New Haven de Andreane Leclerc y Dani Desjardins / Ji Gou: Preludio y fuga en La Menor de Neus Villà Jürgens / Nerval de Nerval / Brut de Raquel Gualtero / All by myself de Alejandro Curiel.

## Charlas y conferencias
El teatro también proponía una serie de charlas y conferencias con el objetivo de acercar el lenguaje de la danza contemporánea a todo tipo de públicos. Varios proyectos fueron:
- Meet the artist: Encuentros distendidos entre artistas y el público una vez finalizado el estreno en el hall. Tenían un formato de diálogo entre el director de la sala y el artista al que, después, se suma el público con sus comentarios y preguntas.
- Mirar y ver danza: Curso gratuito de tres encuentros con profesionales de las artes escénicas, dirigido a un público general.

## Comunicación
Desde sus inicios tuvo una propuesta de comunicación fresca y atractiva al público no iniciado en las artes escénicas, alejándose de los cánones del sector y buscando inspiración en el diseño, la moda y las artes plásticas.